# Daniel Gygax
Daniel Gygax (ur. 28 sierpnia 1981 w Zurychu) – szwajcarski piłkarz występujący na pozycji pomocnika.

## Życiorys
Swoją karierę zaczął w FC Zürich, w którego barwach rozegrał 119 meczów strzelając 19 bramek. Na sezon 2001/2002 został wypożyczony do FC Aarau. W 2005 r. przeszedł do Lille OSC, z którym wystąpił m.in. w Lidze Mistrzów. Latem 2007 za 800 tysięcy euro trafił do beniaminka Ligue 1, FC Metz. 7 lipca 2008 został zawodnikiem niemieckiego 1. FC Nürnberg. Po dwóch latach spędzonych w Niemczech powrócił do Szwajcarii i został zawodnikiem klubu FC Luzern.
W reprezentacji Szwajcarii rozegrał 35 spotkań, w których strzelił 5 goli.